# WI-38

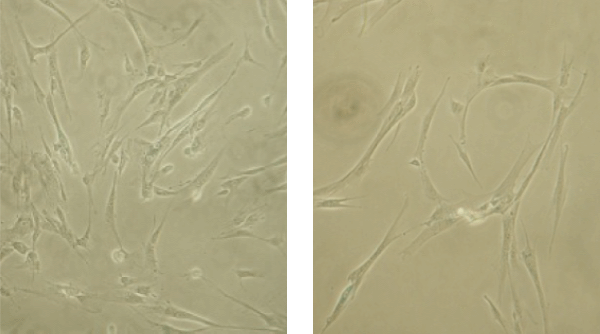
Mikroskopische Aufnahme von WI-38-Zellen (links: in hoher Dichte; rechts: in niedriger Dichte)

WI-38 (Wistar Institute Fötus 38) ist eine diploide, menschliche Zellkulturlinie. Sie basiert aus  fibroblastischen Zellen, die ursprünglich aus der Lunge eines 3 Monate alten, weiblichen Fötus stammen.
WI-38 ist eine der ältesten und am meisten verbreiteten Zellkulturlinie.

## Geschichte
Der Fötus wurde in Schweden 1962 abgetrieben. Die gesunde Mutter gab als Grund für die Abtreibung an, ihre Familie nicht weiter vergrößern zu wollen. Der Fötus wurde nach der Abtreibung ins Karolinska-Institut in Stockholm verschickt. Dort wurde das Lungengewebe des Fötus isoliert und zum US-amerikanischen Wistar Institut transferiert, an dem Stanley Plotkin an einem Röteln- und Tadeusz „Tad“ Wiktor an einem Tollwutimpfstoff forschten. Der Transfer wurde durch den Virologen Sven Gard arrangiert. Am Institut haben Leonard Hayflick und Paul S. Moorhead die Zelllinie schließlich 1962 etabliert. 1963 gelang die Entwicklung des ersten Impfstoffes auf Basis der WI-38-Zelllinie, ein Polioimpfstoff, es folgten nach und nach Impfstoffe gegen Masern, Mumps, Röteln, Tollwut, Windpocken und Hepatitis A. Da bei der Einführung der Zelllinie in den USA eine Patentierung lebender Dinge ausgeschlossen war, konnte diese frei in der Welt verbreitet werden.
Jahre später gab die Mutter an, weder von einer wissenschaftlichen Weiterverwendung des abgetriebenen Fötus gewusst, noch eine diesbezügliche Einwilligung erteilt zu haben.
Heute wird hauptsächlich neben WI-38 auch die ebenfalls aus einem Fötus stammende Zelllinie MRC-5 für die Entwicklung von einer Vielzahl von Impfstoffen eingesetzt. In beiden Fällen sind die Föten nicht abgetrieben worden, um aus ihnen Gewebe für die Zelllinien zu entnehmen. Die Zelllinien wurden einmalig aus den Föten entnommen und danach kontinuierlich vermehrt und eingefroren.

## Anwendung
Hayflick und Moorhead haben Anfang der 1960er-Jahre entdeckt, dass sich Viren, die für bestimmte Impfungen benötigt werden, in menschlichen Stammzellen im Labor besser entwickeln als in tierischem Gewebe oder lebendigen Tieren. Letztere hatte man häufig vorher zur Herstellung und Kultivierung genutzt, so z. B. vorher verwendete Nierenzellen aus Affen. Bei jener Herstellungsmethode aus Nierengewebe kam es aber immer wieder vor, dass diese auch ungewollte Krankheitserreger enthielten, während die ursprünglich aus dem Fötus gewonnenen Zellen eine sichere Virus- und damit auch Impfstoffproduktion ermöglichten.
Infizierte WI-38-Zellen können das Virus ausscheiden und für die kommerzielle Produktion im großen Maßstab kultiviert werden. Die Verdopplungszeit beträgt 24 Stunden. Die WI-38-Zellen haben nicht die Fähigkeit, Tumoren hervorzurufen, und weisen eine geringe Frequenz chromosomaler Anomalien auf. Zudem können sie unbegrenzt eingefroren werden.
Die Viren werden für den Impfstoff gereinigt und Reste der Zellkultur entfernt, sie können indes unter Umständen als Spuren in den Impfstoff gelangen. Gemäß Paul-Ehrlich-Institut sind diese möglichen Reste der Zelllinienkulturen keine Inhaltsstoffe, sondern Hilfsstoffe bei der Herstellung, da sie nicht „bewusst zugefügt“ werden.
Man schätzt, dass alleine in den USA durch die Impfstoffentwicklung auf Basis der WI-38-Zelllinie bis 2015 etwa 200 Millionen (weltweit ca. 4,5 Milliarden) Menschen vor einer gefährlichen Infektion geschützt wurden. Rund 450.000 Menschen wären ohne die Impfungen in den USA (weltweit ca. 10,3 Millionen) frühzeitig gestorben.
Es wurde insbesondere von religiösen Gemeinschaften kritisiert, dass die WI-38-Zelllinie (und auch MRC-5) aus einem abgetriebenen Fötus gewonnen wurde. Die katholische Kirche wie auch andere Religionsgemeinschaften sehen die Produktion solcher Impfstoffe in Hinblick auf ihren Nutzen als gerechtfertigt an. So hatte 2003 der spätere Papst Benedikt XVI. (Joseph Ratzinger) gerade den Rötelnimpfstoff gelobt. Auch die Päpstliche Akademie für das Leben sieht in einer Stellungnahme 2017 den Einsatz solcher Impfstoffe als vertretbar an.